# Lamiopsis tephrodes
Lamiopsis tephrodes — акула з роду Широкопера акула родини сірі акули. Інша назва «борнеоська широкопера акула». Тривалий час вважалася підвидом або синонімом звичайної широкоперої акули.

## Опис
Загальна довжина досягає 1,3 м (цим не схожа на інший вид). Відрізняється також від звичайної широкоперої акули на молекулярному рівні. Голова середнього розміру, широка, сплощена. Морда подовжена, ніс загострений. Очі відносно маленькі. Ніздрі маленькі. Рот широкий. Зуби дрібні та вузькі. На верхній щелепі зуби ширші за зуби на нижній щелепі. У неї 5 пар зябрових щілин, з яких перші три однакові, а 4 і 5 трохи менші. Тулуб обтічний. Грудні плавці дуже великі та широкі, трикутної форми, з гострими кінчиками. Розташовані біля 4-ї пари зябрових щілин. Має 2 спинних плавця з характерним довгим вільним кінцем задньої крайки та округлими кінчиками. Передній трохи більше за задній, розташовано позаду грудних плавців. Задній спинний плавець розташовано навпроти анального. Черевні та анальний плавці високі, майже однакового розміру. Хвостовий плавець серпоподібний, гетероцеркальний, верхня лопать дуже витягнута на відміну від нижньої.
Забарвлення спини сіре з жовтуватим або коричнюватим відтінком. Черево має білий колір. Перехід кольорів від спини до черева відбувається різно.

## Спосіб життя
Тримається на глибині до 50 м. Воліє до мілини, прибережних районів. Живиться дрібною костистою рибою й головоногими молюсками.
Це живородна акула. Вагітність триває 8 місяців. Самиця з квітня до травня народжує від 2 до 4 акуленят.

## Розповсюдження
Мешкає біля північного й західного узбережжя о. Калімантан.